# Harpolithobius radui
Harpolithobius radui är en mångfotingart som först beskrevs av Matic 1955.  Harpolithobius radui ingår i släktet Harpolithobius och familjen stenkrypare.
Artens utbredningsområde är Rumänien. Inga underarter finns listade i Catalogue of Life.